# Tatiana Salcuțan
Tatiana Salcuțan (2001. április 16. –) moldáv úszó.

## Pályafutása
2015 júliusában, a Tbilisziben megrendezett XIII. nyári európai ifjúsági olimpiai fesztivál 200 méteres hátúszás döntőjét követően a dobogó legfelső fokára állhatott fel.
2016-ban Hódmezővásárhelyen, a 43. Aréna junior úszó-Európa-bajnokság 200 méter hát fináléjában – 2:11,69-es időeredményével – ezüstérmet szerzett. Egy évvel később Netánjában, ugyanebben a számban bronzérmes lett, csakúgy mint 100 háton.
Részt vett a 2017-es budapesti úszó-világbajnokságon, ahol a nők 100 méteres hátúszóinak mezőnyében a 37. helyen végzett, a vegyes 4 × 100 méteres vegyes váltóval 17. lett.